# Једињења магнезијума
У једињења магнезијума се убраја свако хемијско једињење које у себи садржи магнезијумов јон Mg2+.

## Оксиди
- Магнезијум оксид
- магнезијум пероксид

## Хидроксиди
- магнезијум хидроксид

## Остала једињења
- магнезијум алуминат
- магнезијум диборид
- магнезијум флуорид
- магнезијум карбонат
- магнезијум нитрат
- магнезијум перхлорат
- магнезијум сулфат
- магнезијум сулфид
- Магнезијум хлорид